# 초감각 커플
"초감각커플"은 김형주 감독이 제작한 영화이다. 순제작비 1억3천만원이라는 저예산으로 제작되었으며, 전국 5개관에서밖에 개봉되지 못했다. 이 영화는 초능력이라는 소재를 연애라는 대중적인 소재에 접목시킨 로맨틱 코미디 영화이다. 박보영이 "과속스캔들"의 흥행으로 주목을 받은 덕분에 설 연휴에 채널CGV에 특별 편성되기도 했다. 문화체육관광부 주최 2008 디지털콘텐츠대상에서 국무총리상을 수상하기도 했다.

## 줄거리
사람들의 생각을 읽을 수 있는 특별한 능력을 가졌지만 혼자서 조용히 지내고 있던 수민(진구 분)의 앞에 아이큐 180의 귀여운 천재 소녀 현진(박보영 분)이 나타난다. 그녀와의 첫 만남 이후 무언가 계속 꼬여가면서 그의 조용하던 인생이 갑자기 시끄러워지기 시작한다. 아무리 떼어내려고 해도 떨어지지 않고, 찰싹 달라붙어 장난을 쳐대는 그녀. 이상하게도 그녀의 생각만은 좀처럼 읽을 수가 없다. 급기야 그의 초능력을 알아차리고는 점점 더 높은 수위로 초능력 테스트를 하더니, 초능력 조련 아닌 조련을 시작하는 현진. 처음에는 졸졸 쫓아다니는 그녀가 마냥 귀찮았던 수민이지만, 어느 순간 그녀의 사랑스러운 매력에 점점 빠져들고 있는 자신을 발견한다. 그렇게 조금씩 가까워지던 두 사람은 마침내 놀이 공원에서 첫 번째 데이트를 즐기다가, 우연히 그들의 앞을 지나치는 유괴사건의 범인을 발견한다. 왕성한 호기심을 참을 수 없는 현진은 망설이는 수민의 손을 끌고 그의 뒤를 쫓아가는데….

## 캐스팅
- 진구 : 수민 역
- 박보영 : 현진 역
- 조연호 : 수사반장 역
- 이상홍 : 나쁜 형사 역
- 민지민 : 어리버리 형사 역
- 한갑수 : 연구소장 역
- 정원조 : 수석연구원 역
- 강영구 : 연구소장 비서 역
- 김경식 : 펜션 유괴범 역
- 최춘범 : 공원 유괴범 역
- 임성암 : 지배인 역
- 서희 : 청순 여대생 역
- 함성민 : 어린 수민 역
- 박홍필 : 실험실 연구원 역
- 최영열 : 택시잠복 형사 역
- 신우철 : 식물인간 선고 의사 역
- 박정민 : X레이 의사 역
- 박진수 : 레스토랑 사장아들 역
- 함정이 : 레스토랑 사장아들 여자친구 역
- 황상경 : 공원 티격태격 커플남 역
- 박지연 : 공원 티격태격 커플녀 역
- 정우식 : 공원사진 커플남 역
- 강진아 : 공원사진 커플녀 역
- 송혁재 : 등산복 고려인 역
- 김건희 : 웨이터 역
- 안채림 : 웨이트리스 역
- 모성진 : 미술관 친절남 역
- 김남순 : 미술관 할머니 역
- 임창대 : 과자 아이 역
- 박규환 : 레스토랑 눈치커플남 역
- 허경 : 레스토랑 눈치커플녀 역
- 박세림 : 하이힐녀 역
- 배선화 : 카운터 간호사 역
- 김경식 : 전화 목소리 역
- 최두영 : 레스토랑 사장 역 (특별출연)
- 정주리 : 전혀 다른 여자 역 (특별출연)